# ماکسیم اتون
ماکسیم اتون (انگلیسی: Maxime Etuin؛ زادهٔ ۱۸ اوت ۱۹۹۵) بازیکن فوتبال اهل فرانسه است.
از باشگاه‌هایی که در آن بازی کرده‌است می‌توان به باشگاه فوتبال رن اشاره کرد.